# Hela
Hela (ang. Hela Province) – prowincja Papui-Nowej Gwinei, położona w zachodniej części kraju. Ośrodkiem administracyjnym prowincji jest miasto Tari (3360 mieszkańców w roku 2011). Zajmuje powierzchnię 10,5 tys. km². W 2011 roku tereny wchodzące obecnie w skład prowincji Hela zamieszkiwało około 250 tys. osób.
Prowincja została utworzona 17 maja 2012 poprzez wyłączenie z prowincji Southern Highlands dystryktów Komo-Margarima, Koroba-Lake Kopiago i Tari-Pori.